# Kirchenbezirk Zuffenhausen
Der Evangelische Kirchenbezirk Zuffenhausen war einer von zuletzt 51 Kirchenbezirken bzw. Dekanaten der Evangelischen Landeskirche in Württemberg. Mit Wirkung vom 1. Januar 2008 wurde er mit den drei anderen Kirchenbezirken Stuttgarts Stuttgart, Bad Cannstatt und Degerloch zum Kirchenkreis Stuttgart vereinigt. Das Gebiet des Kirchenbezirks Zuffenhausen lebt jedoch als Dekanatsbezirk Zuffenhausen innerhalb des Kirchenkreises Stuttgart weiter.

## Geografie
Der Kirchenbezirk Zuffenhausen lag in der Mitte der württembergischen Landeskirche. Sein Gebiet umfasste die Stuttgarter Stadtbezirke Feuerbach, Stammheim, Weilimdorf und Zuffenhausen sowie die Stadtteile Freiberg und Mönchfeld des Stadtbezirks Mühlhausen.

### Nachbarkirchenbezirke
Der Kirchenbezirk Zuffenhausen grenzte an folgende Kirchenbezirke (im Uhrzeigersinn beginnend im Norden): Ludwigsburg (Prälatur Stuttgart), Waiblingen (Prälatur Heilbronn) sowie Bad Cannstatt, Stuttgart und Ditzingen (alle Prälatur Stuttgart).

## Geschichte
Im Gegensatz zu den meisten Dekanaten der württembergischen Landeskirche, die schon bald nach der Reformation errichtet wurden, war der Kirchenbezirk Zuffenhausen eine Neugründung aus den 1960er Jahren. Infolge des Einwohnerzuwachses im Raum Stuttgart wurden zwischen 1965 und 1980 neue Kirchenbezirke gegründet, darunter auch der Kirchenbezirk Zuffenhausen. Er entstand am 1. Januar 1965 aus dem westlichen Gebiet des Kirchenbezirks Bad Cannstatt. Dabei gehörten einige Kirchengemeinden früher nicht zum Dekanat Bad Cannstatt, sondern zum Amtsoberamt Stuttgart und somit zum Gebiet des Stuttgarter Amtsdekans oder zu anderen Dekanaten (etwa Weilimdorf bis 1939 zum Dekanat Leonberg oder Zuffenhausen von 1718 bis 1939 zum Dekanat Ludwigsburg). Der Kirchenbezirk Zuffenhausen gehört seit seiner Gründung zur Prälatur Stuttgart.
Um ein einheitliches Kirchenwesen innerhalb der Stadtgrenzen Stuttgarts zu schaffen, wurde 1983 der „Evangelische Stadtverband Stuttgart“ gegründet, dem neben dem Kirchenbezirk Zuffenhausen auch die drei anderen Stuttgarter Kirchenbezirke (Bad Cannstatt, Degerloch und Stuttgart) angehörten. Der Stadtverband traf sich einmal im Jahr zu einer großen Versammlung. In ihm waren die Kirchengemeinden und diakonische Einrichtungen im Stadtgebiet Stuttgart (z. B. die „Evangelische Gesellschaft“ und das „Haus der Familie“) mit Sitz und Stimme vertreten. Geleitet wurde der Stadtverband von einem gewählten Vorsitzenden, das war jeweils einer der vier Dekane (seit 1999 war es Stadtdekan Hans-Peter Ehrlich). Zum 1. Januar 2008 wurden die vier Kirchenbezirke bzw. der Stadtverband Stuttgart zu einem einheitlichen Kirchenkreis Stuttgart vereinigt.

## Leitung des Kirchenbezirks
Die Leitung des Kirchenbezirks oblag der Bezirkssynode, dem Kirchenbezirksausschuss (KBA) und der Dekanin bzw. dem Dekan. Letzte Dekanin war seit 2001 Wiebke Wähling (* 1947), die zugleich Pfarrerin an der Johanneskirche in Stuttgart-Zuffenhausen ist. Sie ist auch weiterhin Dekanin des Dekanatsbezirk Zuffenhausen innerhalb des Kirchenkreises Stuttgart.

### Dekane des Kirchenbezirks Zuffenhausen
- 1965–1982 Gerhard Rentschler (Gründungsdekan)
- 1982–1992 Emil Sautter (* 1927)
- 1992–2001 Martin Reyer (* 1946)
- 2001–2007 Wiebke Wähling (* 1947), seit 2008 Dekanin des Dekanatsbezirks Zuffenhausen innerhalb des Kirchenkreises Stuttgart

## Kirchengemeinden
Im Kirchenbezirk Zuffenhausen gab es zuletzt insgesamt elf Kirchengemeinden. Davon haben sich acht Kirchengemeinden zu insgesamt zwei Gesamtkirchengemeinden zusammengeschlossen, bleiben jedoch weiterhin rechtlich selbständige Körperschaften des öffentlichen Rechts.
Bis 2000 gab es noch 16 Kirchengemeinden. Seither hat sich deren Zahl durch Zusammenschlüsse einzelner Kirchengemeinden verringert. Die jeweils in Klammern hinter dem Namen der Kirchengemeinde angegebenen Gemeindegliederzahlen beziehen sich auf das Jahr 2005 und sind gerundet. Auf eine ausführliche Beschreibung der einzelnen Kirchen wurde weitgehend verzichtet, weil alle Kirchengebäude im besonderen Artikel Kirchen in Stuttgart beschrieben sind. Zur Geschichte der einzelnen Kirchengemeinden siehe den Artikel Kirchenkreis Stuttgart.
Die zuletzt 11 Kirchengemeinden des Kirchenbezirks Zuffenhausen waren:
Kirchengemeinde Feuerbach, Gesamtkirchengemeinde „Himmelsleiter“ (bestehend aus den vier Kirchengemeinde Freiberg, Mönchfeld, Stuttgart-Rot und Zazenhausen), Kirchengemeinde Stammheim, Gesamtkirchengemeinde Stuttgart-Weilimdorf (bestehend aus den vier Kirchengemeinden Dietrich-Bonhoeffer-Kirchengemeinde Weilimdorf, Oswaldkirchengemeinde Weilimdorf, Stephanuskirchengemeinde Weilimdorf und Wolfbuschkirchengemeinde Weilimdorf) und Kirchengemeinde Stuttgart-Zuffenhausen

## Archivquellen
- Bestand: Visitationsberichte.   Landeskirchliches Archiv Stuttgart. 1581–1822.   Signatur: A 1.
- Bestand: Kirchenvisitationsakten.   Hauptstaatsarchiv Stuttgart. ca. 1601–1840.   Signatur: A 281.
- Bestand: Ortsakten [mit Digitalisaten der Pfarrbeschreibungen und Pfarrberichte (darin u. a.: Chronik, Filialverhältnisse)].   Landeskirchliches Archiv Stuttgart. ca. 1550–1923.   Signatur: A 29.
- Bestand: Ortsakten [mit Digitalisaten der Pfarrberichte (darin u. a.: Filialverhältnisse)].   Landeskirchliches Archiv Stuttgart. ca. 1924–1966.   Signatur: A 129.
- Bestand: Ortsakten [mit Visitationsberichten].   Landeskirchliches Archiv Stuttgart. ca. 1967–1989.   Signatur: A 229.
- Archivgut: Dekanatsarchive.   Landeskirchliches Archiv Stuttgart.   Signatur: F-Bestände.
- Archivgut: Pfarrarchive.   Landeskirchliches Archiv Stuttgart.   Signatur: G-Bestände.